# Silvanoides foveicollis
Silvanoides foveicollis là một loài bọ cánh cứng trong họ Silvanidae. Loài này được Halstead miêu tả khoa học năm 1973.